# Nordöleden

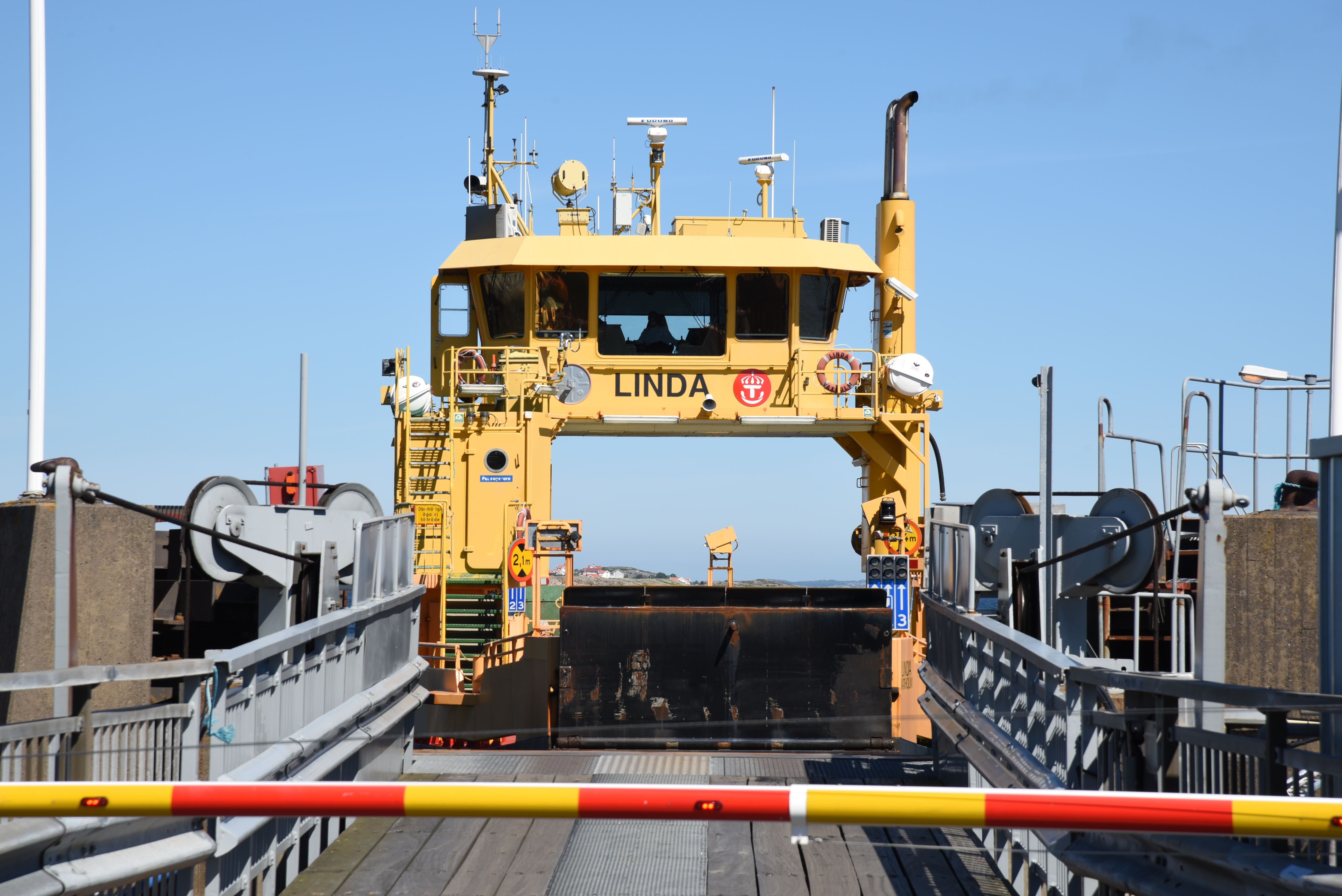
Färja 302 Linda på Nordöleden vid Burö färjeläge.

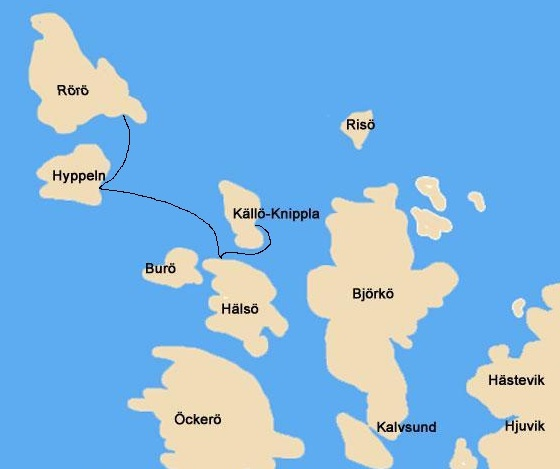
Nordöledens fyra färjelägen. Färjan utgår från Burö färjeläge på Hälsö, och gör normalt antingen en tur till Källö-Knippla eller en tur till Hyppeln och Rörö.

Nordöleden är en allmän färjeled i Öckerö kommun. Den utgår från Burö färjeläge på Hälsö till öarna Knippla, Hyppeln och Rörö i Göteborgs norra skärgård i nordligaste Kattegatt. Leden trafikeras av frigående färjorna Nordö III, Ulrika och Linda tillhörande Trafikverket Färjerederiet. Leden är den enda av Trafikverkets leder som går mellan fler än två färjelägen.

## Historia
Redan 1938 inkom en motion om att förbättra förbindelser med Rörö, Hyppeln och Källö-Knippla, detta skedde dock inte förrän 12 maj 1970 då en ny färjeled till öarna invigdes. Tidigare hade trafiken till största del skötts av privata redare. Den ursprungliga trafiken utgick från Hälsös gamla hamn. Man insåg dock tidigt att sträckan blev för lång och därför beslöt man att bygga vägen upp till Stuvö. Det nya färjeläget på Stuvös norra sida togs i bruk i början av 1980-talet. 
Den 1 september 2000 tog Vägverket över trafikeringen mellan Öckeröarna och Nordöarna, detta gjorde att leden blev avgiftsfri och allmän från att tidigare varit avgiftsbelagd och kommunal.